# Pieter van Dijke (predikant)
Pieter van Dijke (Sint Philipsland, 9 juli 1812 - aldaar, 3 maart 1883) was een Nederlandse predikant, voornamelijk binnen de Ledeboeriaanse Gemeenten.
Van Dijke werd in het jaar 1812 geboren in het Zeeuwse Sint Philipsland, waar hij op 30 augustus 1832 in het huwelijk trad met Pieternella Maria Mol. Kerkelijk was het gezin nauwelijks betrokken, totdat hij in het jaar 1835 tot verandering kwam na het lezen van een Bijbelgedeelte. Van Dijke werd oefenaar, dat wil zeggen dat hij thuis godsdienstsamenkomsten belegde. De eerste zondag kwamen er slechts een paar hoorders, maar toen het bekend was stroomde zijn huis zo vol dat er geen ruimte genoeg was. Hij kreeg toen gelegenheid om in een grote landbouwschuur te preken. Van alle kanten stroomde het volk toe, vooral uit het eiland Tholen en zelfs met mosselschepen uit Bruinisse.
Nu was het in de dagen van de Afscheiding verboden om met meer dan 19 personen samen te komen. Hoge boeten werden daarvoor uitgedeeld, maar van Dijke trok zich daar niets van aan. Soms werd hij driemaal op een zondag beboet. Van Dijke betaalde niets en op 20 februari 1843 kwam de deurwaarder, geassisteerd door de politie, hem 'In naam der Wet' arresteren. Overgebracht naar de gevangenis te Zierikzee, zat hij daar drie volle maanden. Voor ƒ 2800.— kon hij vrij komen, maar van Dijke weigerde.
Zijn volgelingen stelden voor om  zich tot Koning Willem I te wenden, om gratie aan te vragen. Aanvankelijk weigerde hij, maar na vijf maanden gaf hij toe. Van Dijke kwam vrij en begaf zich naar Sint Philipsland waar hij de in aanbouw zijnde kerk liet voltooien.
Uiteindelijk wordt hij door ds. Ledeboer bevestigd in het ambt van predikant (1851). Van Dijke preekt daarna veel binnen door Ledeboer gestichte gezelschappen. Door het werk van Van Dijke ontstaan nu ook in Zeeland gemeenten, zoals in Bruinisse, Middelburg, Krabbendijke en Sint-Annaland. Verder heeft hij in Zeeland nog de volgende gemeenten gediend (en voor het merendeel ook geïnstitueerd): Goes, Hoedekenskerke, Nieuwerkerk, Oosterland, Poortvliet, Rilland, Scherpenisse en Yerseke. Deze gemeenten worden samen met Benthuizen, Moerkapelle, Oudewater, IJsselstein, Amerongen, Genemuiden en Zuidwolde (Dr.) de Ledeboeriaanse Gemeenten genoemd. Als de Benthuizense predikant overlijdt, neemt Van Dijke de openvallende plaats in binnen dit kerkverband. Voortbouwend op de grondslagen gelegd door Ledeboer, slaagt Van Dijke erin de Ledeboeriaanse gemeenten grotendeels verenigd te houden. Vooral in Zeeland heeft hij veel gezag; van een optreden buiten deze provincie horen we in mindere mate. Zeeland werd het bolwerk van de Ledeboerianen. Dat is grotendeels de verdienste geweest van het consoliderend optreden van Van Dijke. In 1907 ging het merendeel van deze gemeenten op in de nieuw ontstane kerkformatie van de Gereformeerde Gemeenten. Het Sint-Philipsland van Van Dijke ging niet mee met deze vereniging en vormde onder leiding van ds. L. Boone het begin van de Oud Gereformeerde Gemeenten.
In 1867 vertrekt Van Dijke naar Middelburg om vanaf daar de gemeente beter te kunnen coördineren. Echter na een kleine twee jaar vertrekt hij terug naar Sint-Philipsland. Op 3 maart 1883 overlijdt de predikant. Op de oude begraafplaats aan de Oostdijk werd zijn lichaam op 8 maart 1883 in zijn grafkelder neergezet. Anno 2019 wordt zijn graf nog regelmatig bezocht door volgelingen en bewonderaars uit binnen- en buitenland. In 1999 werd het graf gerestaureerd. Op zijn graf ligt een gedenksteen met het volgende opschrift: Hier rust het stoffelijk overschot van den Weleerwaarden Heer PIETER VAN DIJKE. In zijn leven van God geleerd en geroepen leeraar in verscheidene Gereformeerde Gemeenten zoo in Zeeland, als in Holland en Drenthe. Zijn laatste standplaats was St. Philipsland alwaar zijne eerwaarde is geboren den 9 Juli 1812 en aldaar zalig in den Heere ontslapen den 3 Maart 1883 in den ouderdom van 70 jaren, 7 maanden en 22 dagen en zeer plechtig begraven den 8 Maart 1883. „Want hij hadde goed gedaen in Israël beide aen Godt ende Zijnen Huis" 2 Kron. 24 vs. 16 'Want het leven was hem Christus ende het sterven hem gewin' Phil. 1 vs. 21.

## Trivia
In Bruinisse is een basisschool vernoemd naar hem, de ds. Pieter van Dijkeschool.